# Église Saint-Leu-et-Saint-Gilles de Périgny
L'église Saint-Leu-et-Saint-Gilles est une église paroissiale située dans la commune de Périgny dans le Val-de-Marne.

## Historique
Une première église est attestée dès le XIIIe siècle. Elle fut reconstruite vers 1550.
En 1769, Armand Louis Joseph Paris de Montmartel, marquis de Brunoy prend l'initiative de reconstruire l'édifice sur les mêmes fondations. Le clocher est daté de 1721. En 1831, le cimetière qui l'entourait est déplacé. L'autel de la Sainte-Vierge a été reconstruit en 1836.
La façade a été ravalée en 2012.

## Description
Cette église est bâtie sur un plan en croix latine dont la nef, surmontée d'un clocher, est terminée par un chevet plat.
L'autel, en bois, est surmonté d'un retable de pierre datant du XVIIIe siècle.